# Аншлус
Аншлус (њем.  — „прикључење, припојење”) била је анексија Савезне Државе Аустрије коју је извео Њемачки Рајх 13. марта 1938. године.
Идеја Аншлуса (сједињење Аустрије и Њемачке како би се образовала „Велика Њемачка”) настала је након што су уједињењем Њемачке 1871. изостављене Аустрија и Аустријанци из Њемачког царства којим је доминирала Пруска. Поново је добила подршку након слома Аустроугарске монархије 1918. године. Нова Република Њемачка Аустрија покушала је образује унију са Њемачком, али Сенжерменским и Версајским уговором из 1919. унија је забрањена, као и назив „Њемачка Аустрија”; такође су Аустрији одузети дијелови територије, попут Судета. Тако је Аустрија остала без већине територија којим је владала вијековима и нашла се усред економске кризе.
До двадесетих година 20. вијека, Аншлус је имао снажну подршку и у Аустрији и у Њемачкој, нарочито међу аустријском политичком љевицом и центром. Једна од жестоких заговорника идеје био је Ото Бауер, истакнути вођа социјалдемократа, који је послије Првог свјетског рата био министар иностраних дјела Аустрије. Подршка уједињењу са Њемачком углавном је долазила из увјерења да Аустрија, лишена својих крунских земаља, није економски одржива. Подршка уједињењу међу народом је временом ишчезла, иако је остала као концепт у савременом аустријском политичком дискурсу.
С доласком Адолфа Хитлера и Нацистичке партије на власти у Њемачкој 1933, жеља за уједињењем поистовјећивала се са нацистима, за које је то био саставни дио нацистичког концепта Heim ins Reich („[повратак] дому у Рајх”), којим се настојало да се што више Фолксдојчера (етнички Нијемци изван Њемачке) нађе под окриљем „Велике Њемачке”. Агенти Нацистичке Њемачке гајили су наклоности ка уједињењу у Аустрији и настојали да поткопају аустријску владу, коју је контролисао аустрофашистички Отаџбински фронт. Током покушаја пуча 1934, аустријски нацисти су убили аустријског канцелара Енгелберта Долфуса. Пропаст пуча подстакла је многе водеће аустријске нацисте на изгнанство у Њемачку, гдје су наставили са својим напорима уједињења обје земље.
Почетком 1938, под све већим притиском заговорника уједињења, аустријски канцелар Курт фон Шушниг најавио је да ће 13. марта бити одржан референдум о могућој унији са Њемачком наспрам очувања суверенитета Аустрије. Представљајући ово као пркошење народној вољи у Аустрији и Њемачкој, Хитлер је запријетио инвазијом и тајно приморавао Шушнига да поднесе оставку. Дан прије планираног референдума, Њемачка армија је 12. марта прешла границу са Аустријом, без отпора аустријске војске. Плебисцит је одржан 10. априла, без тајног гласања, а пријетње и принуда су коришћени да би се манипулисало гласањем, што је резултирало 99,7 % гласова у прилог Аншлуса.

## Реакција Краљевине Југославије
За југословенску државу очување независности Аустрије је била најбоља од постојећих могућности. У погледу рестаурације династије Хабзбурга или аншлуса, државни врх је био подељен. Српски политичари на челу са кнезом Павлом Карађорђевићем и Миланом Стојадиновићем су сматрали аншлус за мање зло. Словеначки политичари на челу са Антоном Корошецом су били спремнији да прихвате рестаурацију као могуће решење нестабилности суседне државе. Ове разлике су проистицале из процене могућих последица две опције. Рестаурација Хабзбурга је значила јачање сепаратистичких тежњи и слабљење Краљевине Југославије. Аншлус, пак, је виђен као први корак Немаца у даљем спуштању ка Трсту, те би Словенија неминовно била у опасности. Хрватски политичари се, услед своје опозиције према влади у Београду, нису јавно изјашњавали у погледу ових могућности. Спроведени аншлус донео је првобитно олакшање српској политичкој елити, јер је питање рестаурације Хабзбурга било скинуто са дневног реда. Међутим, убрзо су почеле да се јављају последице суседства са Трећим рајхом. Оне су биле јасно уочљиве већ током Судетске кризе, која је довела до потписивања Минхенског споразума. Део аустријских хришћанских социјалиста је пребегао на југословенску територију после аншлуса, и они су организовали своју мрежу са центром у Загребу. Ступили су у контакт са локалним Немцима преко др Фрица Хола, који је за своје активности добио сагласност Милана Стојадиновића, Антона Корошеца и надбискупа Алојзија Степинца.